# Hypseleotris tohizonae
Hypseleotris tohizonae är en fiskart som först beskrevs av Steindachner, 1880.  Hypseleotris tohizonae ingår i släktet Hypseleotris och familjen Eleotridae. IUCN kategoriserar arten globalt som livskraftig. Inga underarter finns listade i Catalogue of Life.